# Karl Ferdinand von Graefe
Karl Ferdinand von Graefe, född 8 mars 1787 i Warszawa, död 4 juli 1840 i Hannover, var en tysk kirurg. Han var far till Albrecht von Graefe och farbror till Alfred von Graefe.
Graefe blev 1810 professor i kirurgi i Berlin, där han från början inlade stora förtjänster om de kliniska undervisningsmetoderna. Då kriget utbröt 1813, fick han ansvar för fjärde armékårens lasarett, upprättandet av ett huvudreservfältlasarett samt för inspektionen av samtliga mellan Weichsel och Weser befintliga krigslasarett och han fick även liknande uppdrag under 1815 års krig. Därefter återgick han till sin professur och utnämndes 1822 att även vara tredje generalstabsläkare vid armén. 
Gräfes första arbete handlar om Angiektasie (1808); sedan följde Normen für die Ablösung grosser Gliedmassen (1812), i vilket han rekommenderar en ny operationsmetod. År 1816 började han utge en årlig redogörelse för sin klinik, och sedan 1820 redigerade han, jämte Ph. von Walther, "Journal für Chirurgie und Augenheilkunde". En del av sina erfarenheter från krigen nedlade han 1823 i ett arbete över ophtalmia ægyptica (trakom), i vilket han undersöker denna sjukdoms uppkomst, förebyggande och behandling. 
Gräfe var även en framstående operatör; han införde plastikkirurgin i Tyskland och utgav avhandlingen Rhinoplastik (1818) om bildande av nya näsor på operativ väg; likaså införde han dit bland annat partiell resektion av underkäken (1821) och stenkrossningen. Därjämte inventerade han även en metod att läka medfödda defekter i gomseglet (1816) liksom flera kirurgiska instrument. Han hade även stort intresse för mineralvatten och skrev flera uppsatser om dem.